# Calvert Vaux

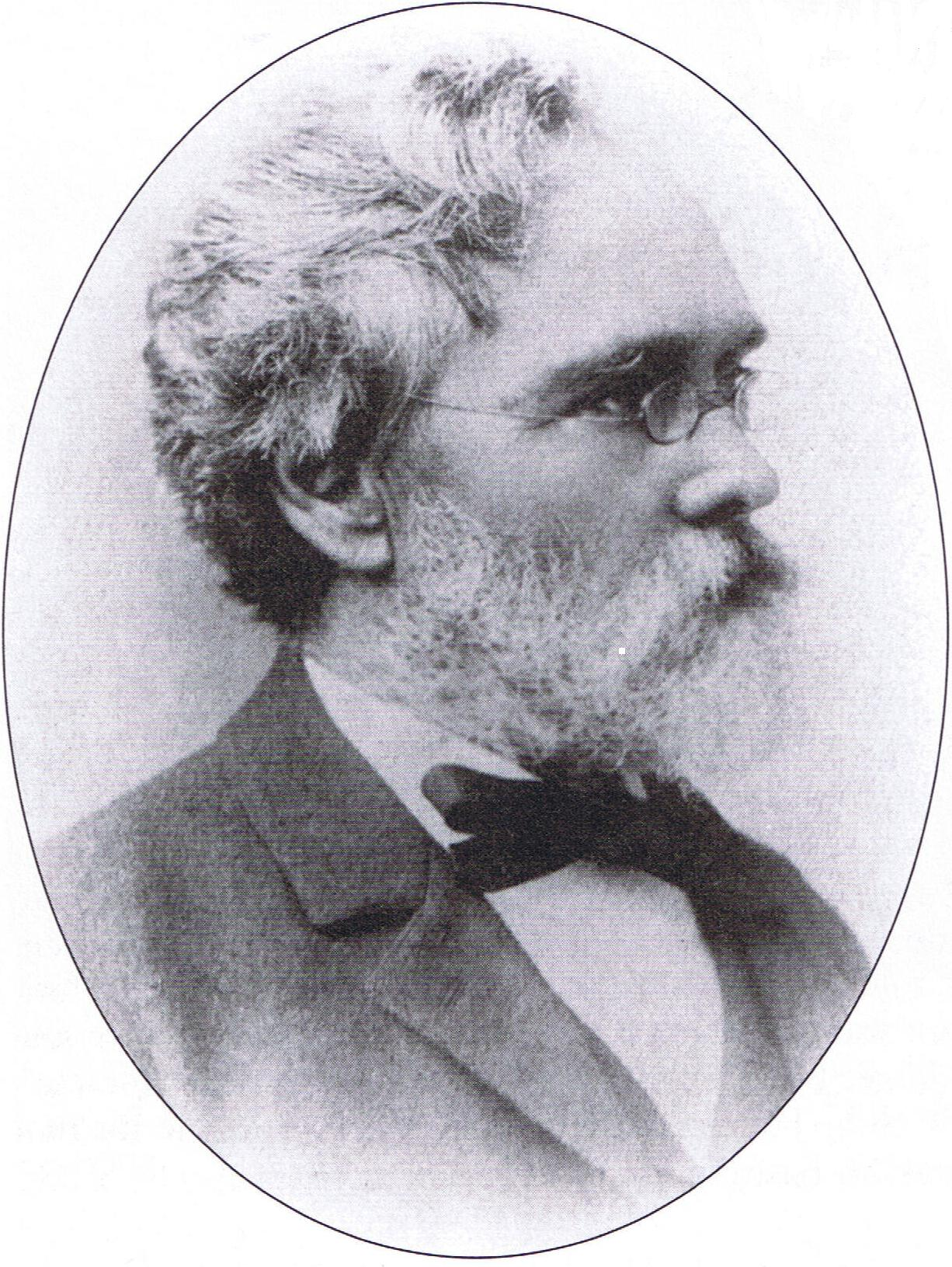
Calvert Vaux

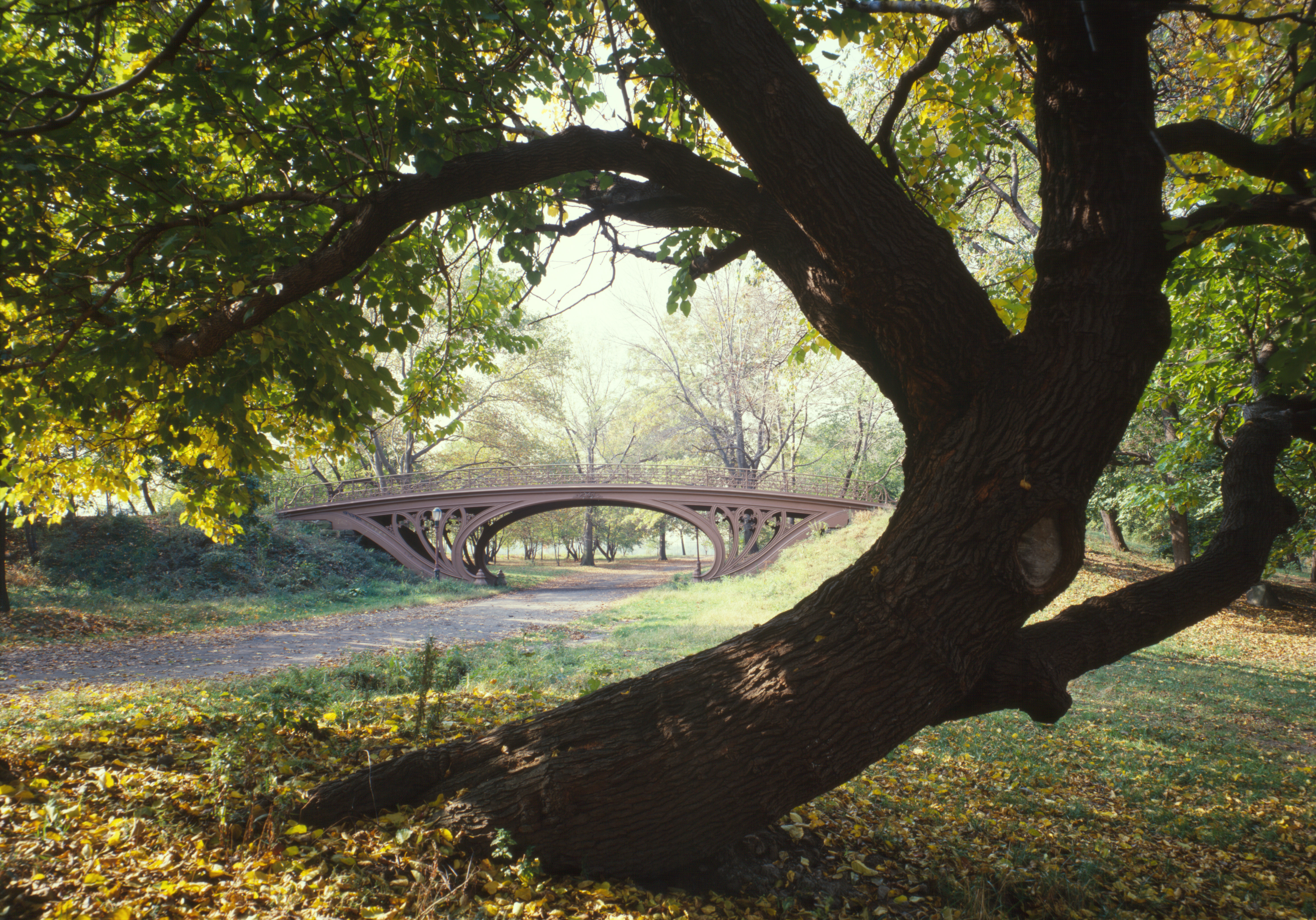
Het Central Park in New York werd ontworpen door Olmsted en Vaux.

Calvert Vaux (Londen, 20 december 1824 - Kingston, 19 november 1895) was een Brits-Amerikaans architect en landschapsarchitect. Hij is bekend als de medeontwerper (met Frederick Law Olmsted) van het grote Central Park in New York.

## Biografie
Er is weinig bekend over Vaux' jeugd. Hij werd geboren in Londen in 1824 en zijn vader was arts. Door zijn sociale stand had de familie een ruim inkomen. Vaux ging naar een particuliere basisschool tot hij negen jaar was. Daarna ging hij stage lopen onder de Londense architect Lewis Nockalls Cottingham. Cottingham was een koploper in de neogotiek. Tot zijn 26e liep Vaux er stage waardoor hij een talentvolle tekenaar werd.
In 1850 werd hij ontdekt door de Amerikaanse landschapontwerper en schrijver Andrew Jackson Downing. Downing wilde met iemand samenwerken en Vaux accepteerde de baan en verhuisde naar de Verenigde Staten. Downing en Vaux werkten twee jaar samen en in die twee jaar werd Vaux een partner. Samen ontworpen zij veel significante projecten zoals de tuinen van het Witte Huis en de Smithsonian Institution in de hoofdstad. Downing stierf in 1852 door een ongeluk op een stoomboot.
In 1854 trouwde Vaux met Mary McEntee uit Kingston (New York) en het koppel kreeg twee zonen en twee dochters. In 1856 kreeg Vaux het staatsburgerschap van de Verenigde Staten.
In 1858 ging hij een samenwerking aan met Olmsted en samen ontwierpen zij het Central Park. Uiteindelijk moesten zij erg hun best doen om er zeker van te zijn dat hun oorspronkelijke ontwerp hetzelfde bleef en uitgevoerd zou worden. In 1865 besloten Vaux en Olmsted een partnerschap aan te gaan. Samen ontwierpen zij nog meer parken, zoals onder andere het Prospect Park.  Vaux stopte de samenwerking in 1872 en ging een soort partnerschap aan met George Kent Radford en Samuel Parsons jr. Hij keerde terug naar Olmsted in 1889 en ontwierp het Downing Park in Newburgh als een herinnering aan hun mentor. Het zou de laatste samenwerking zijn tussen de twee. Op een mistige dag op 19 november 1895, verdronk hij door een ongeluk toen hij op weg was naar zijn zoon, Downing Vaux, in Brooklyn.
Vaux ontwierp, zelfstandig of via een partnerschap, tientallen parken in het hele land. Bekende gebouwen in New York die door Vaux of zijn architectenkantoor zijn ontworpen: Jefferson Market Courthouse, American Museum of Natural History en het Metropolitan Museum of Art.
Vaux is begraven in Kingston.